# هفتاد و هفتمین دوره جوایز بفتا
هفتاد و هفتمین دوره جوایز فیلم آکادمی بریتانیا (انگلیسی: 77th British Academy Film Arts Awards) که بیشتر با نام بفتا شناخته می‌شود، در ۱۸ فوریه ۲۰۲۴ برگزار شد و از بهترین فیلم‌های ملی و خارجی سال ۲۰۲۳ در سالن رویال فستیوال در لندن تقدیر شد. این مراسم توسط آکادمی هنرهای فیلم و تلویزیون بریتانیا ارائه می‌شود و جوایزی به بهترین فیلم‌های بلند و مستند از هر ملیتی که در سینماهای بریتانیا به نمایش درآمدند، اهدا شد.

## برندگان و نامزدها

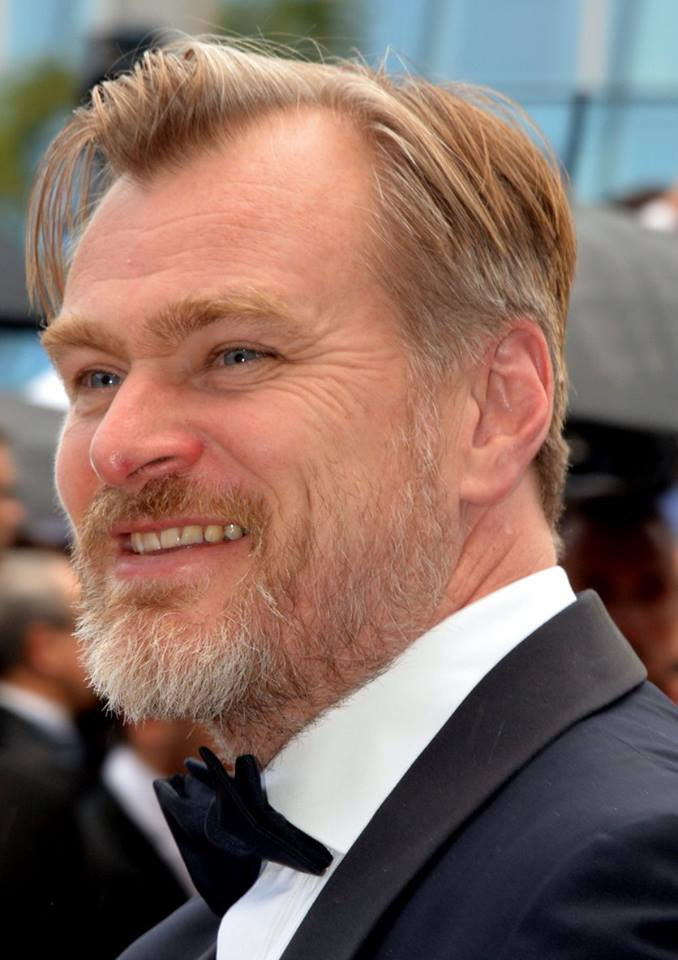
کریستوفر نولان، برنده بهترین کارگردان و بهترین فیلم

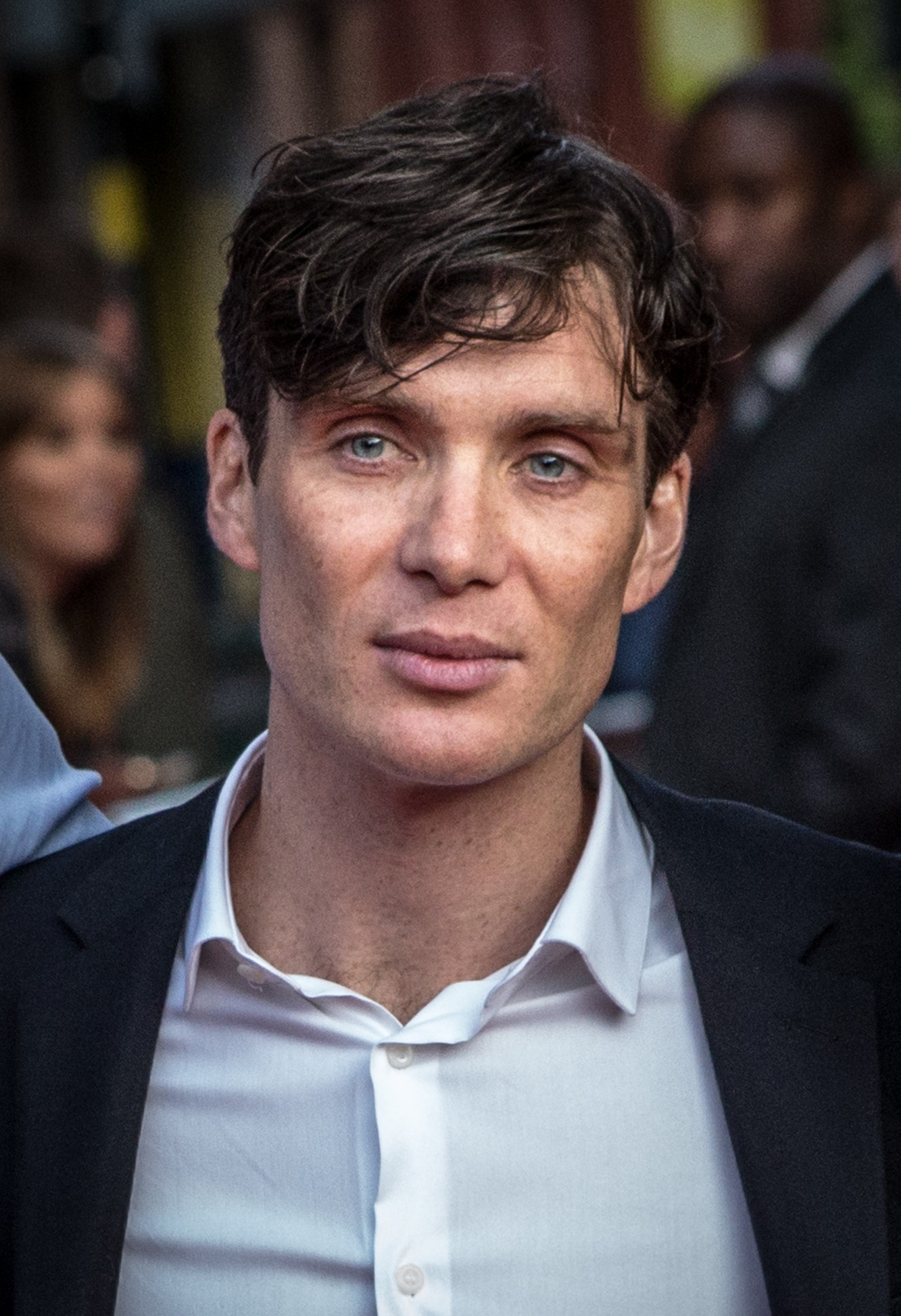
کیلین مورفی، برنده بهترین بازیگر نقش اول مرد

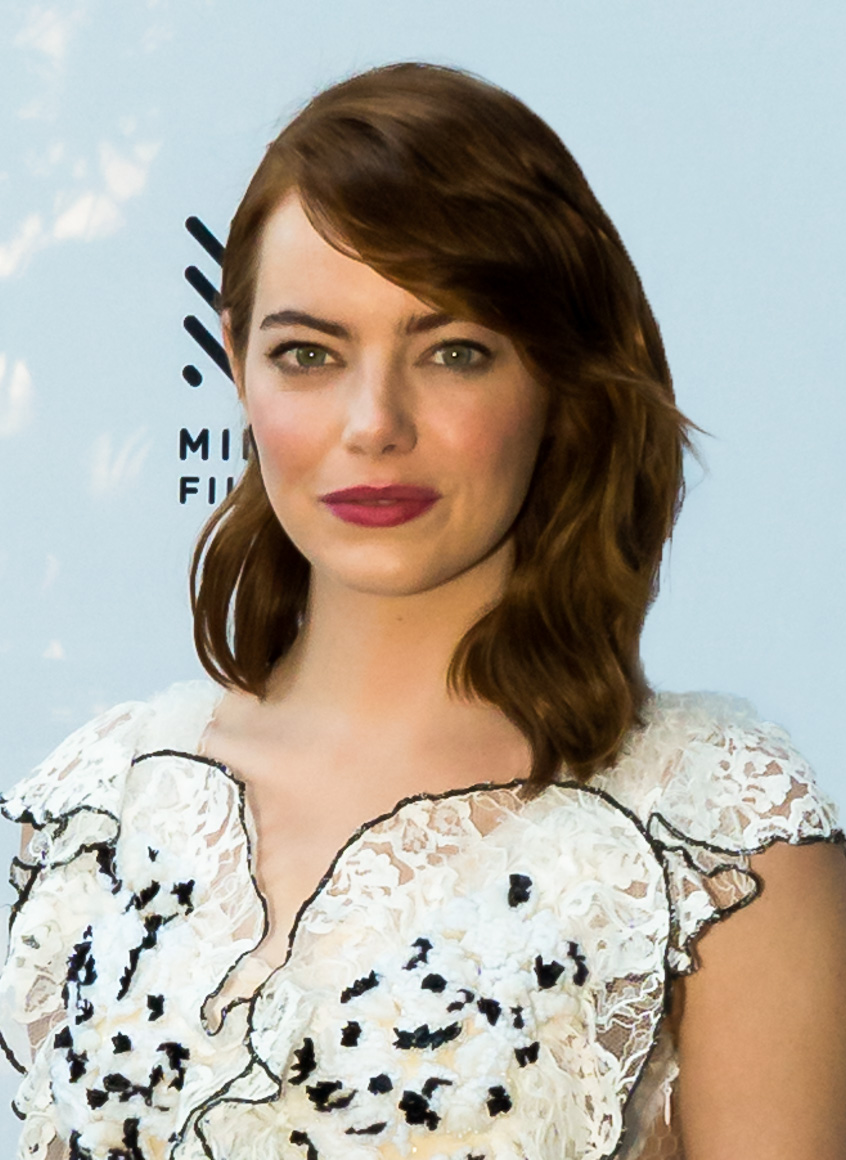
اما استون، برنده بهترین بازیگر نقش اول زن

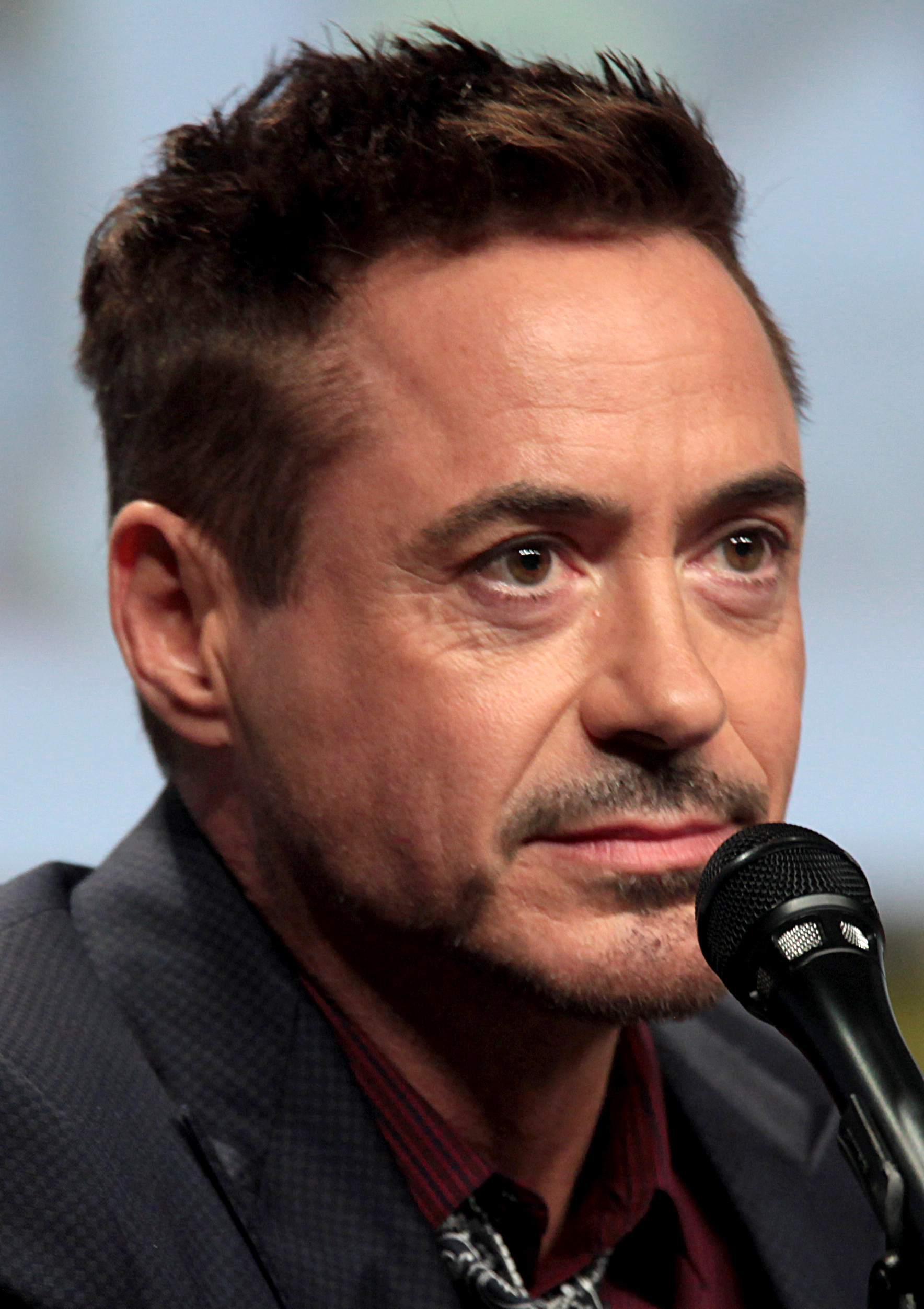
رابرت داونی جونیور، برنده بهترین بازیگر نقش مکمل مرد

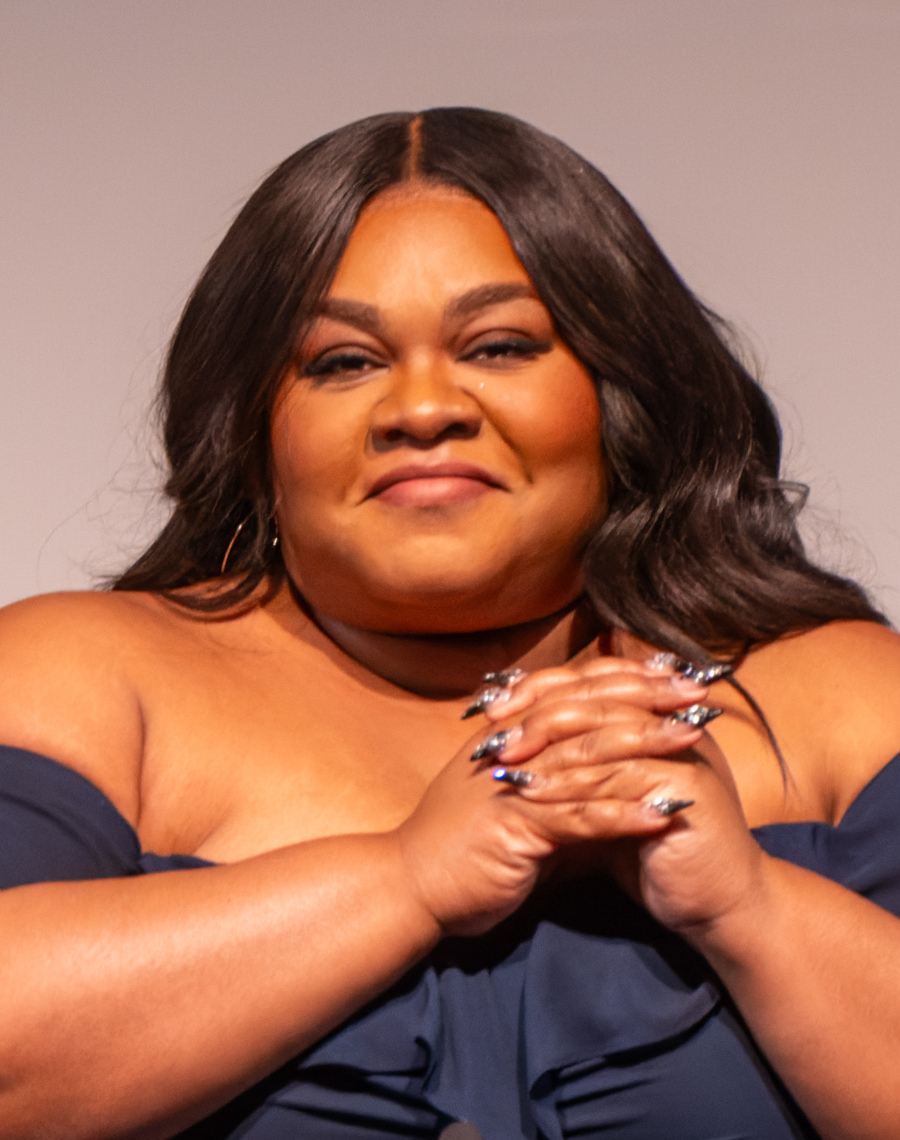
دیواین جوی رندالف، برنده بهترین بازیگر نقش مکمل زن

فهرست طولانی بفتا در ۵ ژانویه ۲۰۲۴ اعلام شد. نامزدها در ۱۸ ژانویه ۲۰۲۴ معرفی شدند. برندگان در ۱۸ فوریه ۲۰۲۴ اعلام شدند.

### بفتا فلوشیپ
- سامانتا مورتون[۱۰]

### جوایز
- برندگان در ابتدای فهرست و به صورت پررنگ مشخص شده‌اند.

| بهترین فیلم - اوپنهایمر – کریستوفر نولان، چارلز روون و اما توماس - آناتومی یک سقوط – ماری آنج لوسیانی و دیوید تیون - جاماندگان – مارک جانسون - قاتلان ماه گل – دن فریدکین، دنیل لوپی، مارتین اسکورسیزی و بردلی توماس - بیچارگان – اد گینی، یورگوس لانتیموس، اندرو لو و اما استون | بهترین کارگردان - کریستوفر نولان – اوپنهایمر - بردلی کوپر – مایسترو - جاناتان گلیزر – منطقه مورد علاقه - اندرو هیگ – همه ما غریبه‌ها - الکساندر پین – جاماندگان - ژوستین تریه – آناتومی یک سقوط |
| بهترین بازیگر نقش اول مرد - کیلین مورفی – اوپنهایمر در نقش جی. رابرت اوپنهایمر - بردلی کوپر – مایسترو در نقش لئونارد برنستاین - کولمن دومینگو – راستین در نقش بایارد راستین - پل جیاماتی – جاماندگان در نقش پل هانهام - بری کیوگن – سالتبرن در نقش الیور کوییک - ته‌او یو – زندگی‌های گذشته در نقش هه سونگ | بهترین بازیگر نقش اول زن - اما استون – بیچارگان در نقش بلا باکستر - فانتازیا بارینو – رنگ ارغوانی در نقش سلی هریس-جوهانسون - زاندرا هوله – آناتومی یک سقوط در نقش زاندرا ویتر - کری مولیگان – مایسترو در نقش فلیشا مانتیلگره - ویویان اپرا – ره لین در نقش یاس - مارگو رابی – باربی در نقش باربی |
| بهترین بازیگر نقش مکمل مرد - رابرت داونی جونیور – اوپنهایمر در نقش لوئیس استراوز - رابرت دنیرو – قاتلان ماه گل در نقش ویلیام کینگ هیل - جیکوب الوردی – سالتبرن در نقش فلیکس کتن - رایان گاسلینگ – باربی در نقش کن - پل مسکال – همه ما غریبه‌ها در نقش هری - دومینیک سسا – جاماندگان در نقش انگوس تالی | بهترین بازیگر نقش مکمل زن - دیواین جوی رندالف – جاماندگان در نقش مری لمب - امیلی بلانت – اوپنهایمر در نقش کیتی اوپنهایمر - دانیل بروکس – رنگ ارغوانی در نقش سوفیا - کلر فوی – همه ما غریبه‌ها در نقش مام - زاندرا هوله – منطقه مورد علاقه در نقش هدویگ هوس - رزمند پایک – سالتبرن در نقش لیدی الزبث کتن |
| بهترین فیلم‌نامه اصلی - آناتومی یک سقوط – ژوستین تریه و آرتور هراری - باربی – گرتا گرویگ و نوآ بامباک - جاماندگان – دیوید همینگسون - مایسترو – بردلی کوپر و جاش سینگر - زندگی‌های گذشته – زندگی‌های گذشته | بهترین فیلم‌نامه اقتباسی - داستان آمریکایی – کورد جفرسون - همه ما غریبه‌ها – اندرو هیگ - اوپنهایمر – کریستوفر نولان - بیچارگان – تونی مک‌نامارا - منطقه مورد علاقه – جاناتان گلیزر |
| بهترین فیلم پویانمایی - پسر و مرغ ماهی‌خوار – هایائو میازاکی و توشیو سوزوکی - فرار مرغی: طلوع ناگت – سم فل، لیلا هوبارت و استیو پگرام - المنتال – پیتر سون و دنیز ریم - مرد عنکبوتی: در میان دنیای عنکبوتی – ژواکیم دوس سانتوس، کمپ پاورز، جاستین کی. تامپسن، آوی آراد، فیل لرد، کریستوفر میلر، ایمی پاسکال و کریستینا استاینبرگ | بهترین مستند - 20 Days in Mariupol – Mstyslav Chernov, Raney Aronson-Rath و Michelle Mizner - American Symphony – متیو هاینمن، لوران دومینو و Joedan Okun - Beyond Utopia – مدلین گیوین، ریچل چون، Jana Edelbaum و سو می تری - Still: A Michael J. Fox Movie – دیویس گوگنهایم، جاناتان کینگ و آنتا ماریون - Wham! – کریس اسمیث، جان باتسک و سایمون هالفون |
| فیلم غیر انگلیسی‌زبان - منطقه مورد علاقه – جاناتان گلیزر و جیمز ویلسون - 20 Days in Mariupol – Mstyslav Chernov, Raney Aronson-Rath و Michelle Mizner - آناتومی یک سقوط – ژوستین تریه، ماری آنج لوسیانی و دیوید تیون - زندگی‌های گذشته – سلین سونگ، دیوید هینوجوسا، پاملا کفلر و کریستین واچون - انجمن برف – خوان آنتونیو بایونا، Belén Atienza و ساندرا ارمیدا مونیئس | بهترین انتخاب بازیگر - جاماندگان – سوزان شاپ‌میکر - همه ما غریبه‌ها – Kahleen Crawford - آناتومی یک سقوط – Cynthia Arra - How to Have Sex – Isabella Odoffin - قاتلان ماه گل – الن لوییس و Rene Haynes |
| بهترین فیلم‌برداری - اوپنهایمر – هویته ون هویتما - قاتلان ماه گل – رودریگو پریتو - مایسترو – متیو لیباتیک - بیچارگان – روبی رایان - منطقه مورد علاقه – ووکاش ژال | بهترین طراحی لباس - بیچارگان – هولی ودینگتون - باربی – جکلین دورن - قاتلان ماه گل –جکلین وست - ناپلئون – Dave Crossman و جنتی ییتس - اوپنهایمر – Ellen Mirojnick |
| بهترین تدوین - اوپنهایمر – جنیفر لیم - آناتومی یک سقوط – Laurent Sénéchal - قاتلان ماه گل – تلما شونمیکر - بیچارگان – Yorgos Mavropsaridis - منطقه مورد علاقه – پل واتس | بهترین چهره‌پردازی و آرایش مو - بیچارگان – نادیا استیسی، مارک کولیر و جاش وستون - قاتلان ماه گل – Kay Georgiou و Thomas Nellen - مایسترو – Siân Grigg, Kay Georgiou, Kazu Hiro و Lori McCoy-Bell - ناپلئون – Jana Carboni, Francesco Pegoretti, Satinder Chumber and Julia Vernon - اوپنهایمر – Luisa Abel, Jaime Leigh McIntosh, Jason Hamer and Ahou Mofid |
| بهترین موسیقی فیلم - اوپنهایمر – لودویگ گورانسون - قاتلان ماه گل – رابی رابرتسون (posthumous) - بیچارگان – Jerskin Fendrix - سالتبرن –آنتونی ویلیس - مرد عنکبوتی: در میان دنیای عنکبوتی – دانیل پمبرتن | بهترین طراحی تولید - بیچارگان – Shona Heath, James Price و Zsuzsa Mihalek - باربی – سارا گرینوود و Katie Spencer - قاتلان ماه گل – جک فیسک و آدام ویلیس - اوپنهایمر – Ruth De Jong and Claire Kaufman - منطقه مورد علاقه – Chris Oddy, Joanna Maria Kuś and Katarzyna Sikora |
| بهترین صدا - منطقه مورد علاقه – Johnnie Burn و Tarn Willers - فراری – Angelo Bonanni, Tony Lamberti, Andy Nelson, Lee Orloff and Bernard Weiser - مایسترو – ریچارد کینگ، Steven A. Morrow, Tom Ozanich, Jason Ruder and Dean A. Zupancic - مأموریت: غیرممکن – روزشمار مرگ – Chris Burdon, James H. Mather, کریس مونرو و مارک تایلر - اوپنهایمر – Willie D. Burton, ریچارد کینگ، Kevin O'Connell and Gary A. Rizzo | بهترین جلوه‌های بصری ویژه - بیچارگان – Tim Barter, Simon Hughes, Dean Koonjul and Jane Paton - آفریننده – Jonathan Bullock, Charmaine Chan, Ian Comley and Jay Cooper - نگهبانان کهکشان بخش ۳ – Theo Bialek, Stephane Ceretti, Alexis Wajsbrot and Guy Williams - مأموریت: غیرممکن – روزشمار مرگ – نیل کوربلد، Simone Coco, Jeff Sutherland and Alex Wuttke - ناپلئون – Henry Badgett, نیل کوربلد، Charley Henley and Luc-Ewen Martin-Fenouillet                                                         |
| بهترین فیلم بریتانیایی - منطقه مورد علاقه – جاناتان گلیزر و جیمز ویلسون - همه ما غریبه‌ها – اندرو هیگ، گراهام برودبنت، Pete Czernin و سارا هاروی - How to Have Sex – Molly Manning Walker, Emily Leo, Ivana MacKinnon and Konstantinos Kontovrakis - ناپلئون – ریدلی اسکات، مارک هافام، کوین جی. والش و دیوید اسکارپا - بلوط پیر – کن لوچ، ربکا اوبراین و Paul Laverty - بیچارگان – یورگوس لانتیموس، اد گینی، اندو لو، اما استون و تونی مک‌نامارا - Rye Lane – Raine Allen-Miller, Yvonne Isimeme Ibazebo, Damian Jones, Nathan Bryon و تام ملیا - سالتبرن – امرالد فنل، Josey McNamara و مارگو رابی - Scrapper – Charlotte Regan and Theo Barrowclough - وانکا – پل کینگ، Alexandra Derbyshire، دیوید هیمن و سایمن فارنابی | بهترین فیلم اول یک نویسنده، کارگردان یا تهیه‌کننده بریتانیایی - Earth Mama – Savanah Leaf (Writer, Director, Producer), Shirley O'Connor (Producer) and Medb Riordan (Producer) - Blue Bag Life – Lisa Selby (Director), Rebecca Lloyd-Evans (Director) and Alex Fry (Director) - Bobi Wine: The People's President – Christopher Sharp (Director) [also directed by Moses Bwayo] - How to Have Sex – Molly Manning Walker (Writer, Director) - Is There Anybody Out There? – Ella Glendining (Director) |
| بهترین فیلم کوتاه پویانمایی بریتانیایی - Crab Day – Ross Stringer, Bartosz Stanislawek and Aleksandra Sykulak - Visible Mending – Samantha Moore and Tilley Bancroft - Wild Summon – Karni Arieli, Saul Freed and Jay Woolley | بهترین فیلم کوتاه بریتانیایی - Jellyfish and Lobster – Yasmin Afifi and Elizabeth Rufai - Festival of Slaps – Abdou Cissé, Cheri Darbon and George Telfer - Gorka – Joe Weiland and Alex Jefferson - Such a Lovely Day – سایمون وودز، Polly Stokes, Emma Norton and Kate Phibbs - Yellow – Elham Ehsas, Dina Mousawi, Azeem Bhati and Yiannis Manolopoulos |
| جایزه ستاره نوظهور بفتا - میا مک‌کنا-بروس - فیبی داینور - ایو ادبری - جیکوب الوردی - Sophie Wilde | |